# 3705-ös busz
A 3705-ös jelzésű autóbuszvonal Miskolc, Szirmabesenyő, Sajóvámos és Sajósenye / Boldva között húzódó regionális vonal, amelyet a MÁV Személyszállítási Zrt. üzemeltet.

## Útvonala

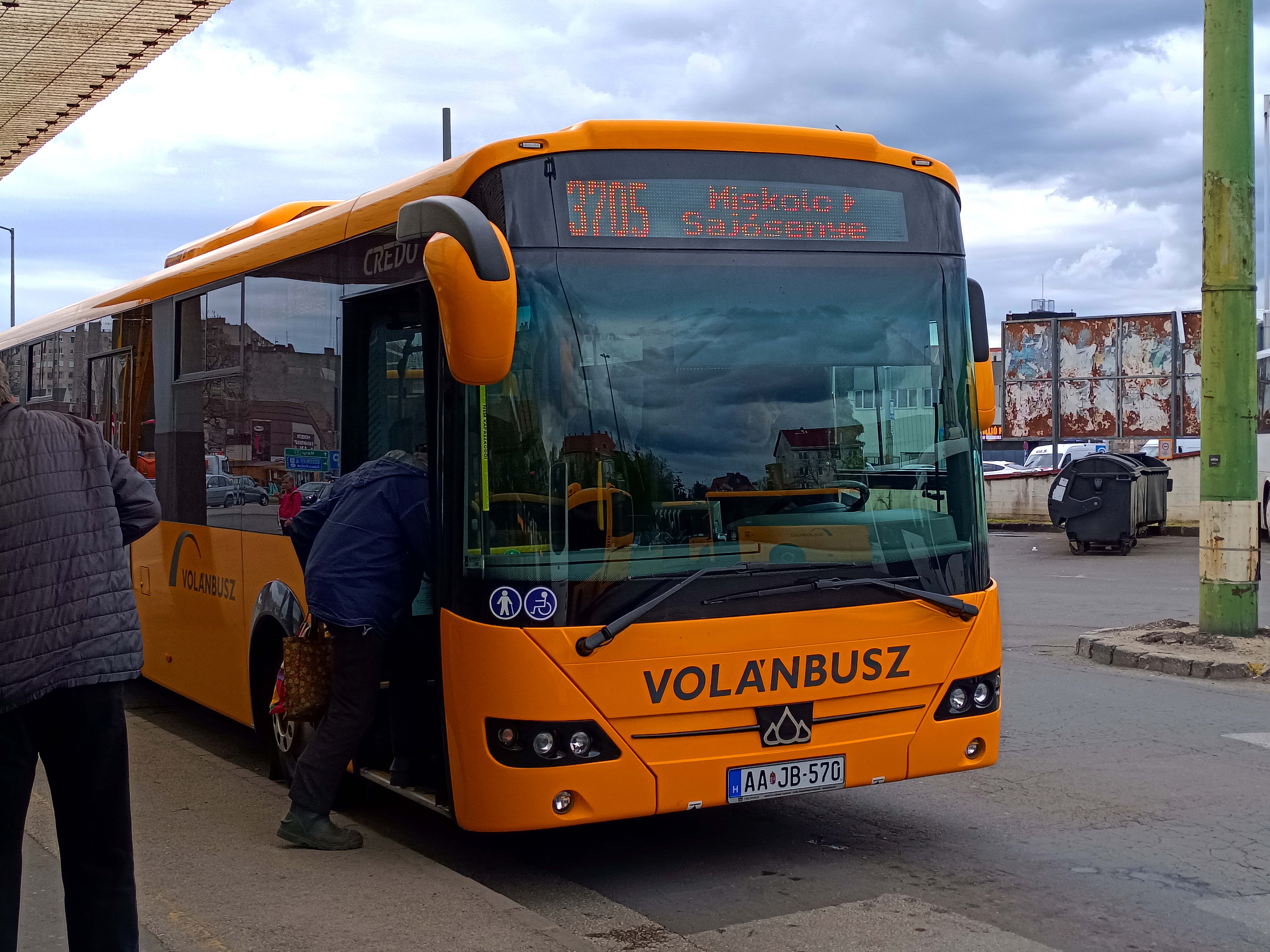
Indulásra kész a Credo Econell 12

A miskolci autóbusz-állomásról indul. A 26-os főúton halad Kazincbarcika felé a Szentpéteri kapun keresztül, miközben vele párhuzamosan a Miskolc–Bánréve–Ózd- és a Sajóecseg–Hídvégardó-vasútvonal közös vonalszakasza található, 10 percen belül elhagyja a megyeszékhelyet, azonban a vonal 5. kilométerében található szirmabesenyői elágazásban lekanyarodik a falu felé. Keresztezi a Szirmabesenyő megállóhelyet, majd a településen több irányba közlekedik. Járatainak egy része az egykori Sajóbesenyő településrészét is kiszolgálják, másik része a község Kisboldogasszony-templomjánál halad tovább keleti irányban. Keresztezi a Sajó folyót, majd Sajóvámosra érkezik. Mint ahogy a falu központja, úgy a Sajópálfala felé eső része – Kiserdő utca autóbusz-forduló – is vonalközi végállomás. A 2617-es mellékúton robog be Sajósenyére, a legtöbb busznak végállomására, célpontjára. Ezek közül kettő járatpár iskolai napokon a vele szomszédos Boldváig közlekedik, majd egyből fordulnak is vissza Miskolcra.

## Közlekedése
Indításszáma magas, a Miskolc agglomerációjában és a Sajó jobb partján fekvő községek is jó összeköttetésben vannak a megyeszékhellyel. A településeket (kivételt képez Szirmabesenyő és Boldva) főként egyedül ezzel a járattal lehet megközelíteni, munkásjáratként közvetlenül Sajóbábony (3797) felé közlekedő autóbuszokkal. Naponta este a 3714-es busz azonos útvonalon közlekedik Sajósenyére, sajópálfalai kitéréssel. 
A Volánbusz 2024. augusztus 17-ei menetrend-módosítással megszűnt a S.E.G.A. cégnél levő megállóhely, ezáltal a 3705-ös buszok sem térnek ki ezentúl.
| Viszonylat                                            | Indításszám       | Közlekedési rend          |
| ----------------------------------------------------- | ----------------- | ------------------------- |
| Miskolc, aut. áll. – Sajóvámos, Kiserdő u. aut. ford. | 5 oda, 6 vissza   | munkanapokon              |
| Miskolc, aut. áll. – Sajóvámos, Kiserdő u. aut. ford. | 2 pár             | szabadnapokon             |
| Miskolc, aut. áll. – Sajósenye, aut. ford.            | 13 oda, 14 vissza | tanítási napokon          |
| Miskolc, aut. áll. – Sajósenye, aut. ford.            | 15 oda, 16 vissza | tanszünetben munkanapokon |
| Miskolc, aut. áll. – Sajósenye, aut. ford.            | 11 oda, 14 vissza | szabadnapokon             |
| Miskolc, aut. áll. – Sajósenye, aut. ford.            | 11 oda, 13 vissza | munkaszüneti napokon      |
| Miskolc, aut. áll. – Boldva, isk.                     | 2 pár             | tanítási napokon          |
| Sajóvámos, templom – Sajósenye, aut. ford.            | 2 pár             | tanítási napokon          |
| Sajóvámos, templom – Sajósenye, aut. ford.            | 2 oda, 3 vissza   | tanszünetben munkanapokon |
| Sajóvámos, templom – Sajósenye, aut. ford.            | 2 oda             | szabadnapokon             |
| Sajóvámos, templom – Sajósenye, aut. ford.            | 1 oda             | munkaszüneti napokon      |
| Sajóvámos, templom – Miskolc, aut. áll.               | 1 oda             | munkanapokon              |

## Megállóhelyei
| 0 | Miskolc, autóbusz-állomás végállomás                          | 0.0 km  | 1, 1G, 3, 3A, 4, 7, 11, 12G, 20, 20A, 24, 28, 32, 34G, 35, 43, 44, 45, 101B, 900, 914, 935 1050, 1053, 1369, 1370, 1372, 1373, 1374, 1375, 1376, 1377, 1380, 1381, 1383, 1384, 1410, 1411 3700, 3701, 3702, 3703, 3704, 3706, 3707, 3708, 3709, 3710, 3711, 3712, 3714, 3715, 3716, 3717, 3718, 3719, 3720, 3721, 3722, 3723, 3724, 3726, 3727, 3728, 3729, 3730, 3731, 3733, 3734, 3735, 3736, 3737, 3738, 3739, 3740, 3741, 3742, 3743, 3744, 3745, 3746, 3747, 3748, 3749, 3750, 3751, 3752, 3753, 3754, 3755, 3757, 3760, 3761, 3764, 3765, 3766, 3767, 3770, 3772, 3773, 3774, 3775, 3776, 3777, 4019 |
| 1 | Miskolc, Leventevezér utca                                    | 1.2 km  | 3, 12, 12G, 14, 14G, 20, 36, 54, 914 3700, 3701, 3702, 3703, 3704, 3707, 3714, 3754, 3757, 3760, 3761, 3763, 3764, 3765, 3770, 3772, 3773, 3774, 3775, 3776, 3777 |
| 2 | Miskolc, megyei kórház                                        | 1.9 km  | 3, 3A, 12, 12G, 14, 14G, 20, 24, 36, 54, 914 1369, 1384, 1410, 1411 3700, 3701, 3702, 3703, 3704, 3707, 3708, 3709, 3711, 3714, 3754, 3757, 3760, 3761, 3763, 3764, 3765, 3766, 3767, 3769, 3770, 3772, 3773, 3774, 3775, 3776, 3777 |
| 3 | Miskolc, repülőtér bejárati út                                | 2.8 km  | 3, 3A, 8, 12, 12G, 14, 14G, 20, 24, 36, 54, 240, 914 1369, 1384, 1410, 1411 3700, 3701, 3702, 3703, 3704, 3707, 3708, 3709, 3711, 3714, 3754, 3757, 3760, 3761, 3763, 3764, 3765, 3766, 3767, 3769, 3770, 3772, 3773, 3774, 3775, 3776, 3777 |
| 4 | Miskolc, Stromfeld laktanya                                   | 3.9 km  | 1369, 1384, 1410, 1411 3700, 3701, 3702, 3703, 3704, 3707, 3708, 3709, 3711, 3714, 3754, 3757, 3760, 3761, 3763, 3764, 3765, 3766, 3767, 3769, 3770, 3772, 3773, 3774, 3775, 3776, 3777 |
| 5 | Szirmabesenyői elágazás                                       | 5.0 km  | 3700, 3701, 3702, 3703, 3704, 3707, 3708, 3709, 3711, 3714, 3754, 3757, 3760, 3761, 3763, 3764, 3765, 3770, 3772, 3773, 3774, 3775, 3776, 3777, 3797 |
| 6 | Szirmabesenyő vasúti megállóhely                              | 5.7 km  | 3700, 3701, 3702, 3714, 3757, 3777, 3797 személyvonat – Szirmabesenyő [94.] |
| 7 | Szirmabesenyő, egészségügyi központ                           | 6.1 km  | 3700, 3701, 3702, 3714, 3757, 3777, 3797 |
| Tanítási napokon 5; tanszünetben munkanapokon 9; szabadnapokon 6; munkaszüneti napokon 2 alkalommal érintett.        |                                                               |         | |
| ∫ | Szirmabesenyő, Széchenyi utca 7.                              | ∫       | 3700, 3701, 3702 |
| ∫ | Szirmabesenyő, alsó                                           | ∫       | 3700, 3701, 3702 |
| ∫ | Szirmabesenyő, Széchenyi utca 7.                              | ∫       | 3700, 3701, 3702 |
| 8 | Szirmabesenyő, ABC áruház                                     | 6.8 km  | 3700, 3701, 3702, 3714, 3757, 3777, 3797 |
| 9 | Szirmabesenyő, templom                                        | 7.1 km  | 3700, 3701, 3702, 3714, 3757, 3777, 3797 |
| 10 | Sajóvámos, raktártelep                                        | 8.6 km  | 3714, 3797 |
| 11 | Sajóvámos, magtár                                             | 10.5 km | 3714, 3797 |
| 12 | Sajóvámos, Széchenyi utca 54.                                 | 11.3 km | 3714, 3797 |
| 13 | Sajóvámos, templom vonalközi végállomás                       | 12.0 km | 3706, 3714, 3797 |
| Tanítási napokon 15; tanszünetben munkanapokon 13; szabadnapokon 11; munkaszüneti napokon 7 alkalommal nem érintett. |                                                               |         | |
| 14 | Sajóvámos, Munkácsy utca                                      | 12.6 km | 3706, 3714 |
| 15 | Sajóvámos, Kiserdő utca autóbusz-forduló vonalközi végállomás | 13.3 km | 3706, 3714 |
| 16 | Sajóvámos, Munkácsy utca                                      | 14.0 km | 3706, 3714 |
| 17 | Sajóvámos, templom vonalközi végállomás                       | 14.6 km | 3706, 3714, 3797 |
| 18 | Sajóvámos, Hunyadi utca 22.                                   | 15.1 km | 3714, 3797 |
| 19 | Sajósenye, szeretetotthon                                     | 16.6 km | 3714, 3797 |
| 20 | Sajósenye, autóbusz-forduló vonalközi végállomás              | 17.1 km | 3797 |
| 21 | Boldva, iskola végállomás                                     | 20.6 km | 3703, 3772, 3776, 3777, 3795, 3798 |